# 1088 Mitaka

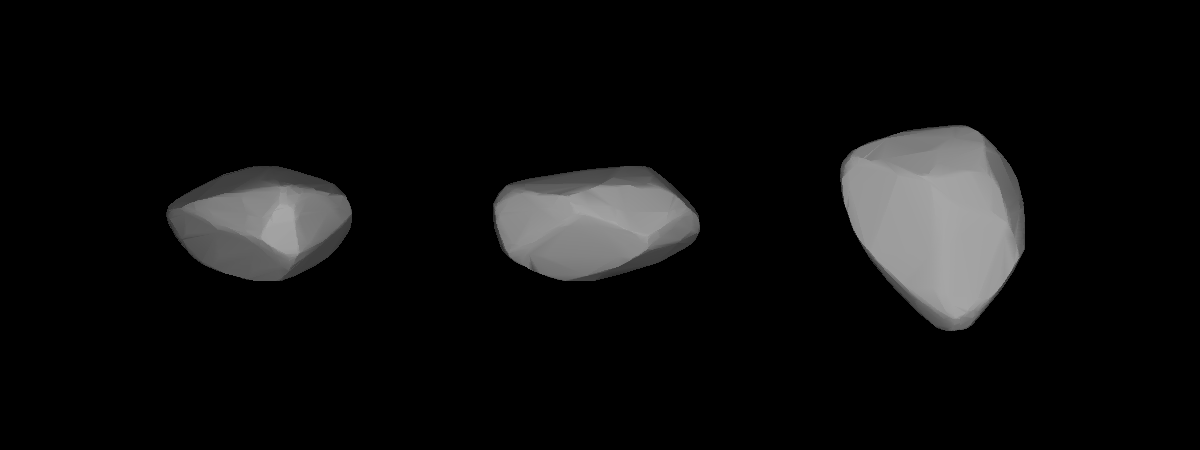
1088 Mitaka

1088 Mitaka eller 1927 WA är en asteroid i huvudbältet som upptäcktes 17 november 1927 av den japanska astronomen Okuro Oikawa i Tokyo. Den har fått sitt namn efter den japanska staden Mitaka.
Asteroiden har en diameter på ungefär 15 kilometer.